# Nilson Nelson gymnasium
Nilson Nelson gymnasium (portugisiska: Ginásio Nilson Nelson), namngivet efter sportjournalisten Nilson Nelson, är en inomhusmultiarena i Brasília, Brasilien. Den är en del av Ayrton Senna sportkomplexet, uppfördes 1973 och hade fram till renoveringen 2008 en kapacitet på 24 286 personer.

## Arrangemang
Arenan används mest för inomhussporter, men har även stått värd för många internationella artisters konserter.

### Sport

#### Boxning
Den brasilianske WBA- och WBC-boxningsvärldsmästaren i bantamvikt Éder Jofre har gått flera matcher här. Bland annat matchen mot Jose Legra 1973 då han vann linjära- och WBC-titeln i bantamvikt.

#### Futsal
Arenan var andraarena vid VM 2008 i futsal.

#### Konståkning
VM i konståkning hölls här 2008.

#### MMA
UFC anordnade UFC Fight Night: Lee vs. Oliveira här mars 2020.

### Musik
Internationella band som spelat här inkluderar bland andra:
- Jackson 5 22 september 1974
- Deep Purple 16 mars 1997
- A-ha 16 mars 2010
- Rihanna 21 september 2011
- Roxette 15 maj 2012
- Guns N' Roses 25 mars 2014
- Iron Maiden 22 mars 2016